# Дьяченко, Николай Иванович
Николай Иванович Дьяченко  (2 декабря 1947, Ашхабад — 3 января 2020, Москва) — советский баскетболист, игравший на позиции центрового. Бронзовый призёр чемпионата Европы и 3-кратный чемпион СССР. Мастер спорта СССР международного класса.
Окончил ГЦОЛИФК.

## Биография
Николай Дьяченко родился в Ашхабаде. Вырос в Нальчике, в детстве занимался боксом. В 15 лет пришёл в баскетбол. Игровую карьеру начал в команде Ереванского института физкультуры (1967—1972).
В 1972—1976 годах Николай Дьяченко выступал за московский ЦСКА, трижды становился в его составе чемпионом СССР. В составе сборной СССР завоевал бронзовую медаль на чемпионате Европы-1973. Игровую карьеру завершал в команде Группы советских войск в Германии.
Николай Дьяченко окончил ГЦОЛИФК. С 1982 по 1998 год работал тренером ДЮСШ № 1 Московской железной дороги. Затем некоторое время работал в США. Последние годы жил в Москве, продолжительное время страдал от бокового амиотрофического склероза.
Николай Дьяченко ушёл из жизни 3 января 2020 года, похоронен на Николо-Архангельском кладбище.

## Достижения
- Бронзовый призёр чемпионата Европы: 1973.
- Чемпион СССР: 1973, 1974, 1976.
- Серебряный призёр чемпионата СССР: 1975.
- Обладатель Кубка СССР: 1973.